# Schirmertest

Schirmertest

De schirmertest  toont aan of het oog voldoende tranen produceert. Deze test wordt gebruikt bij klachten van droge- of tranende ogen.

## Testprocedure
Het oog kan verdoofd (schirmer 1) of onverdoofd (schirmer 2) worden gemeten.  
Voor de schirmertest wordt een papieren strookje in het oog gehangen om de traanhoeveelheid te meten. Normaal gesproken worden beide ogen tegelijk getest. In de meeste gevallen bestaat de test uit het inbrengen van een kleine strook papier. Deze wordt in het onderste ooglid 'gehangen'. De ogen dienen vervolgens vijf minuten gesloten te blijven.  Vervolgens worden de strookjes uit het oog gehaald en wordt de hoeveelheid traanvocht afgelezen. Normaal is een uitslag van >15mm, tussen 5-15 mm is borderline afwijkend en <5 mm is zeker afwijkend. 
Soms wordt een verdovende oogdruppel ingebracht alvorens de test wordt uitgevoerd (schirmer 1). Dit omdat de papieren strookjes het oog kunnen irriteren. Nadeel van de verdovingsdruppels is dat deze de uitslag van de test kunnen beïnvloeden.